# David Lee (voleibolista)
David Cameron Lee (Alpine, 8 de março de 1982) é um jogador de voleibol dos Estados Unidos da América. Em 2008 foi campeão com a seleção estadunidense nos Jogos Olímpicos de 2008, em Pequim.

## Carreira
A primeira experiência de Lee com a seleção dos Estados Unidos de voleibol foi na Universíada de 2003 onde obteve a medalha de bronze com uma vitória apertada contra a França. Após algumas aparições na Copa América de 2005 e na Liga Mundial de 2006, Lee firmou-se na seleção nacional em 2007 quando participou da campanha que rendeu a medalha de prata nos Jogos Pan-Americanos do Rio de Janeiro, o quarto lugar na Copa do Mundo e titular na Liga Mundial.
Participou de sua primeira Olimpíada em Pequim 2008 onde os Estados Unidos conquistaram a medalha de ouro com uma vitória sobre o Brasil na final. Antes havia conquistado o inédito título da Liga Mundial no Rio de Janeiro.